# Tatjana Scheck
Tatjana Scheck is een Belgisch politicus en violiste. Als politica is ze actief bij de centrumlinkse bestuurspartij Vooruit.
Scheck behaalde in 1998 haar Master of Arts aan het Koninklijk Conservatorium Brussel. Sedert toen is ze professioneel actief als violiste bij onder andere: Beethoven Academie, Vlaams Radio Orkest, Opera Ballet Vlaanderen en DeFilharmonie.
In december 2019 werd ze lid van de Antwerpse gemeenteraad, in opvolging van Yasmine Kherbache. Op 26 februari 2024 legde ze haar eed af als schepen. Ze werd als achtste schepen bevoegd voor: sociale zaken, armoedebestrijding, sociale economie, leefmilieu en erediensten. Ze volgde in deze functie haar partijgenoot Tom Meeuws op, die twee weken eerder ontslag had genomen.